# Barreiro de Cima
Barreiro de Cima é uma parte da região administrativa do Barreiro, na cidade de Belo Horizonte. Localiza-se aproximadamente na região dos bairros Miramar, Araguaia e Flávio Marques Lisboa.

## Histórico
A região leva este nome por ser a parte alta da antiga Fazenda do Barreiro. A região começou a ser ocupada na década de 1850 - muitos anos antes, portanto, da fundação da cidade de Belo Horizonte, que ocorreu em 1897. A ocupação da região se deu a partir de estímulos oferecidos pelo governo estadual para o estabelecimento de produção agrícola na região central do estado, atraindo, além de brasileiros, trabalhadores italianos, alemães e portugueses.
A partir da fundação da capital, em 1897, a região foi transformada em colônia agrícola para abastecer a nova cidade. Assim permaneceu durante as décadas seguintes, passando por intensa urbanização nas décadas de 1950 e 1960, no então distrito do Barreiro, atualmente uma das nove regionais da cidade.

## Dados socioeconômicos
A sub-região do Barreiro de Cima apresenta dados socioeconômicos próximos da média da regional, enquanto o Barreiro de Baixo apresenta maiores níveis de concentração populacional e de serviços. Deste fato decorre a percepção de existência de melhores equipamentos e escolas no Barreiro de Baixo, pelo que é comum que a população do Barreiro de Cima procure matricular filhos nas escolas da sub-região vizinha.

## Ligações Externas
- Dados gerais sobre a cidade de Belo Horizonte

Predefinição:Região Barreiro de Belo Horizonte